# Percepção moral
Percepção moral é um termo usado em ética e psicologia moral para denotar o discernimento das qualidades moralmente salientes em situações particulares.  Argumenta-se que as percepções morais são necessárias ao raciocínio moral (ver razão prática), a deliberação sobre o que é a coisa certa a fazer. A percepção moral é conceitualizada de várias maneiras por Aristóteles, Hannah Arendt e Martha C. Nussbaum. Lawrence Blum (1994) distingue percepção moral de julgamento moral. Enquanto o julgamento de uma pessoa sobre qual seria o curso moral de ação é o resultado de uma deliberação consciente, a base para esse processo é a percepção de aspectos da situação de cada um, que é diferente para cada pessoa. As percepções morais também são particulares por natureza. 
A investigação empírica em psicologia moral sugere que as pessoas são capazes de detectar rapidamente - talvez até mesmo subconscientemente - as qualidades morais de situações e estímulos,    no entanto, a interpretação de algumas destas investigações tem sido contestada por motivos metodológicos. 